# Diamond Langi
Diamond Langi (* 9. Januar 1992 in Auckland) ist eine neuseeländische Schauspielerin, Stylistin und ein Model.

## Leben
Langi wurde am 9. Januar 1992 in Auckland geboren. Sie ist tongaischer und portugiesischer Abstammung. Ihr Vater war Musiker und verstarb 2022 an Lungenkrebs. Sie wuchs in Salt Lake City auf. Sie erwarb ihren Master-Abschluss in Advanced Professional Styling am Australian Style Institute. Danach besuchte sie die Schauspielschule des Actors Program. Ihre erste Miss-Teilnahme erfuhr sie 2012 am jährlichen Miss Heilala-Wettbewerb als Miss Bou's Fashion. 2017 wurde sie zur Miss Earth Tonga gekürt und qualifizierte sich für den Miss Earth 2017, wo sie unter die Top 16 kam. 2019 wurde sie zur Miss Universe New Zealand gewählt und vertrat Neuseeland beim Miss Universe 2019. Dort verpasste sie die Top 20.
2022 spielte Langi die weibliche Hauptrolle der Sosefina an der Seite von George Pakola im gleichnamigen Spielfilm Sosefina. Der Film erschien im Mai 2022 in den USA. 2023 spielte sie in vier Episoden der Fernsehserie Brutal Lives – Mo'ui Faingata'a in der Rolle der Mana Po'uli mit.

## Filmografie (Auswahl)
- 2022: Sosefina
- 2023: Brutal Lives – Mo'ui Faingata'a (Fernsehserie, 4 Episoden)